# Небески досег
Небески досег (енгл. Heaven's Reach) је научнофантастични роман Дејвида Брина из 1998. То је последња књига у серији од шест књига о тзв. „напредном универзуму“ који је осмислио сам писац (претходни роман је „Обала бескраја“).

## Радња
Земља и све њене колоније су нападнуте и њеним становницима прети опасност од потпуног истребљења. Многе разумне, али екстремне расе у пет галаксија желе Земљанима да наплате неке старе дугове, али и да искористе прилику која се указала због новонасталих услова у свемиру. Очајни, становници Земље шаљу поруку свим народима васељене о истини коју је открио њихов свемирски брод са делфинском посадом „Браздач“, а која је озбиљно уздрмала темеље уверења са којим су живели милионима година. За то време, сам „Браздач“ покушава да побегне од опасних прогонитеља који желе њихове тајне само за себе, па упада у још веће опасности и авантуре, коначно откривајући разлог свог страдања и план који су од почетка са њима имале трансцеденталне расе, најмоћније и на врху еволуције сапијенције...

## Критике
На сајту The SF Site Featured Review дата је детаљна критика овог дела. У уводном делу аутор најпре хвали писца како мајсторски старе идеје, попут путовања брзинама већим од брзине светлости и свемирске федерације, уме да учини оригиналним. Његова идеја о уздизању раса у свемиру је једна од најоригиналнијих идеја током осамдесетих година двадесетог века. Такође, аутор наводи као ретку особину писца да је он успео да повеже научну фантастику са литерарним захтевима, што његово писање чини добрим. Узевши то у обзир, трећи део трилогије не задовољава критеријуме које је сам писац поставио током претходног рада. Један од проблема је што ово дело напросто не може да се чита независно од претходна два. Ликова је толико много, што људи, што делфина, мајмуна и ванземаљаца, да је јако тешко пропратити све те мање заплете. За разлику од тога, главна радња је описана као досадна и спора. Додуше, аутор не оповргава да је књига забавна и да много више открива о уздизању раса него претходне две, али све то на рачун заплета и структуре. Аутор сајта Infinity Plus: Heaven's Reach by David Brin је дао слично виђење о мноштву ликова и напорној радњи, упоређујући је са гимнастичким бравурама какве не би извела ни Нађа Команечи. И на сајту Ossus Library је дата врло детаљна критика књиге. Аутор закључује да је књига прави хаос, мада се тако не доживљава у току самог читања. Она води до некаквог климакса, али не задовољавајућег. Такође указује на неке недоследности, односно нелогичности у књизи. На пример, трансцедентне расе се укључују у проблем раздвајања галаксија, мада је у неком делу књиге написано да оне живе између њих. За разлику од претходног, по мишљењу аутора овог сајта, ова књига је некако искључена од претходних. У овом делу је дато много више о догађајима који потресају универзум и захтевају верске перспективе, а мање о аспектима свемира кроз карактере ликова, што је било присутно у претходним деловима и што аутор сматра бољим решењем. Посетиоци сајта GoodReads су књигу оценили разнолико, почевши од врло ниских оцена са коментарима да дело није квалитетно и да се писац напросто изгубио и није имао праву идеју како да заврши трилогију, па до најбољих оцена и коментара да се ради о веома маштовитом делу, лудој научнофантастичној авантури и најистакнутијем остварењу тврдог СФ-а.

## Преводи
- француски: „Le Grand défi“ („Највећи изазов“), 1999.
- немачки: „Am Grenzpunkt der Ewigkeit“ („На граници вечности“), 1999.
- руски: „Небесные просторы“ („Небеско пространство“), 2003.
- шпански: „Los Límites del Cielo“ („Небески досег“), 2000.